# Comunità di azione
Una comunità d'azione, diversamente da una comunità di pratica, esiste in situazioni strutturalmente più aperte, dove gli attori hanno la possibilità di indurre un cambiamento.  Tipico esempio è costituito da team di progettazione collettivi.
Una comunità d'azione possiede alcune caratteristiche tipiche delle comunità, quali lo sviluppo di un linguaggio comune e apprendimento dagli altri partecipanti. Oltre a queste hanno anche caratteristiche tipiche delle relazioni sociali nell'ambito di una associazione. Tra queste sicuramente la natura volontaria e l'importanza dell'obiettivo comune nel guirare le finalità dell'associazione. Alcuni pensano che questo renda le Comunità d'azione più razionali di quelle di pratica.